# Kingdoms and Castles
«Kingdoms and Castles» (укр. Королівства та замки) — гра в жанрі симулятор містобудування про зростання королівства від маленького селища до розвинутого міста й дивовижного замку. Створена Lion Shield Studios у 2017 році. Розробники надихались серією ігор SimCity, Banished та Stronghold.

## Ігровий процес
Ваше королівство має вижити в живому й небезпечному світі. Чи захоплять ватаги вікінгів ваших підданих? Чи будуть підкошені стрілами замкова брама? Чи спалить дракон комору, а люди помруть від голоду взимку, чи ви зможете дати чудовиську гідну відсіч? Успіх вашого королівства залежить виключно від вашої майстерності будувати міста та фортеці.

### Будоваміста
Стратегічно плануйте своє місто, щоби зробити підданих щасливішими та залучити нових поселенців. Запроваджуйте податки задля покриття витрат. Переконайтеся, що ваші піддані будуть ситі взимку і не заражені чумою. Будуйте церкви, щоб уберегти їх від відчаю, та таверни для підняття рівня щастя. Ви навіть можете організувати святкування, якщо побудуєте міський майдан. Відправляйте лісників рубати дерева, будуйте каменярні, для будівництва власного замку, а також ефективно оброблюйте землі, щоби ваше місто розросталося й процвітало.

### Зміцніть і захистіть
Земля, яку ви колонізуєте, під загрозою вторгнення вікінгів. Під час цих навал вони вбивають та викрадають ваших підданих, цуплять ресурси й палять місто до тла. Використовуйте потужну систему фортифікації замку, будуйте його з блоків, які можна розташувати будь-де. Вежі та стіни автоматично створюються, залежно від того, як ви їх складаєте й організовуєте. Що вище розташовані вежі лучників й інша зброя, то більший радіус ураження вони мають. Пробуйте різні дизайни задля кращого захисту вашого королівства. Здобудьте собі слави справжнього короля чи королеви.

### Живий світ
І все це відбувається в пречудовому динамічному світі зі стилізованою системою утворення хмар і зміни пір року. Реалістичний алгоритм зростання дерева відтворює ліси. Залежно від ваших потреб, лісники можуть вирубувати чи відповідально доглядати за вашим лісом.

## Рецензії
| Агрегатор  | Оцінка |
| ---------- | ------ |
| Metacritic | 72/100 |

Гра отримала загалом позитивні відгуки від критиків.